# Cementerio de San Eufrasio
El cementerio de San Eufrasio es un cementerio en desuso ubicado en la ciudad española de Jaén, construido en 1829 por Manuel López Lara. Es el más antiguo de Jaén. Fue clausurado para enterramientos en 2002. Se ubica en la parte noroeste de la ciudad. Al haber sido ampliado en más de una ocasión tiene una planta irregular.

## Historia
En sus inicios, la mayoría de los habitantes eran sepultados alrededor de ermitas o iglesias en Jaén. Y fue en 1829 cuando se construiría este cementerio (en su momento llamado del Calvario), por un acuerdo entre el ayuntamiento y el obispado. La estructura sería ideada por Manuel López de Lara. Junto a esta edificación se encontraba lo que se conocía como “corral de los ahorcados”, allí eran llevados quienes «pecaban» en la muerte o las personas no cristianas. Años más tarde (1874), durante época republicana, se construyó, para ello, un pequeño recinto llamado ahora “corralillo”. En el año 1927 el Obispado, el cual siempre había tenido en su cargo el cementerio, lo cedió al Ayuntamiento. A día de hoy se está tratando de mejorar las instalaciones y adecuarlas a una posible musealización del mismo.
En la ampliación de 2011 del bien de interés cultural, con categoría de conjunto histórico, de la ciudad de Jaén, fue incluida de forma explícita la totalidad de la parcela correspondiente al cementerio.